# Pierre Dalmond

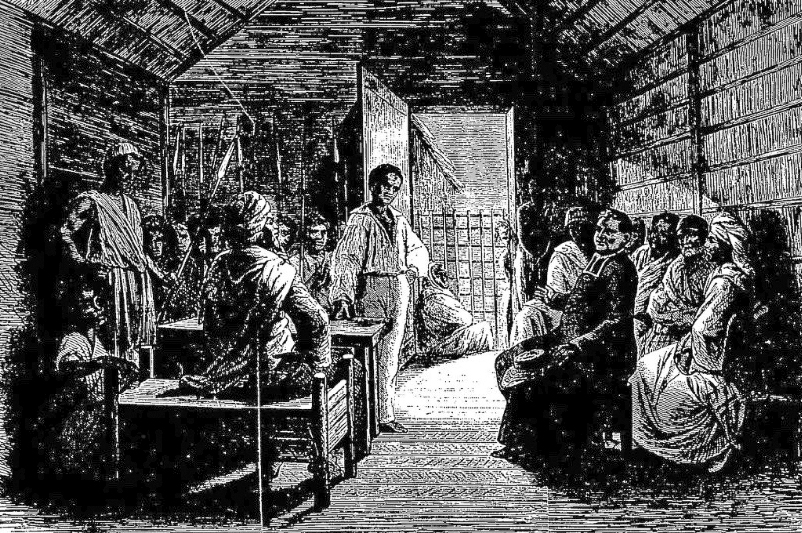
Pierre Dalmond (2.v.r., in Soutane) mit König Tsimandroho auf Nosy Be

Jean-Pierre Dalmond CSSp (* 16. Dezember 1800 in Ambialet, Frankreich; † 22. September 1847 in Ambodifototra, Sainte Marie) war ein französischer Ordensgeistlicher und römisch-katholischer Apostolischer Präfekt von Madagaskar.

## Leben
Pierre Dalmond empfing 1824 das Sakrament der Priesterweihe. 1826 legte er für die Ordensgemeinschaft der Spiritaner die Profess ab.
Mit der Errichtung der Apostolischen Präfektur Madagaskar aus Gebietsabtretungen der Apostolischen Präfektur Bourbon durch Papst Gregor XVI. im Jahre 1841 wurde Pierre Dalmond im Dezember 1841 zum ersten Apostolischen Präfekten von Madagaskar im damaligen Königreich Madagaskar ernannt.
Die beabsichtigte Ernennung zum Titularbischof von Pella und zum Apostolischen Vikar von Madagaskar wurde 1847 nicht mehr wirksam, da Pierre Dalmond noch vor Eintreffen des Ernennungsschreibens verstarb. Erster Apostolischer Vikar wurde mit der Erhebung der Apostolischen Präfektur Madagaskar zum Apostolischen Vikariat Madagaskar durch Papst Pius IX. im Jahre 1848 Alexandre Monnet CSSp.